# 코리 호킨스
코리 호킨스(Corey Hawkins, 1988년 10월 22일 ~ )는 미국의 배우이다. 2015년 영화 《스트레이트 아웃 오브 컴턴》에서 닥터 드레 역할로 잘 알려져 있다.

## 출연 작품

### 영화
- 아이언맨 3 (2013)
- 논스톱 (2014)
- 스트레이트 아웃 오브 컴턴 (2015) - 닥터 드레 역
- 콩: 스컬 아일랜드 (2017)
- 블랙클랜스맨 (2018)
- 조지타운 (2018, Georgetown)
- 6 언더그라운드 (2019) - 세븐 역
- 인 더 하이츠 (2021) - 베니 역
- 맥베스의 비극 (2021)
- 라스트 보이지 오브 더 데메테르 (2023)
- 컬러 퍼플 (2023)

### 텔레비전
- 로열 페인스 (2011)
- 워킹 데드 (2015-16)